# Bolia
Bolia är ett danskt möbeldesignföretag grundat i Århus, Danmark år 2000.

## Historia
Bolia började som en webbshop, men har med tiden öppnat fler än 73 butiker i hela Europa. Däribland Danmark, Norge, Sverige, Tyskland, Nederländerna, Belgien, Frankrike, Schweiz, Luxemburg och Österrike.
Förutom heminredningsbutiker har företaget även flera återförsäljare och samarbetspartners världen över, bland annat den amerikanska kontorsmöbeltillverkaren Steelcase.